# Dzikowiec (Powiat Kolbuszowski)
Dzikowiec (bis 20. Dezember 1998 Stary Dzikowiec) ist ein Dorf im Powiat Kolbuszowski der Woiwodschaft Karpatenvorland in Polen. Es ist Sitz der gleichnamigen Landgemeinde mit etwa 6500 Einwohnern.

## Geographie
Der Ort liegt am Fluss Olszynka.

## Geschichte
Der Ort wurde im Jahre 1566 von Jędrzej Konarzewski, dem Schultheiß von Lipnica, auf Deutschem Recht auf dem Grund des Dorfes Wola Radziechowska gegründet. Im Jahre 1577 wurde eine römisch-katholische Pfarrei errichtet.
Bei der Ersten Teilung Polens kam Dzikowiec 1772 zum neuen Königreich Galizien und Lodomerien des habsburgischen Kaiserreichs (ab 1804).
Im Jahre 1783 im Zuge der Josephinischen Kolonisation wurden deutsche Kolonisten katholischer Konfession angesiedelt. Die Kolonie wurde Wildenthal genannt und wurde unabhängige Gemeinde, heute Nowy Dzikowiec.
Im Jahre 1900 hatte die Gemeinde Dzikowiec 275 Häuser mit 1420 Einwohnern, davon alle polnischsprachig, 1400 römisch-katholische, 20 Juden.
1918, nach dem Ende des Ersten Weltkriegs und dem Zusammenbruch der k.u.k. Monarchie, kam Dzikowiec zu Polen.
Im Jahre 1921 hatte das Dorf Dzikowiec 247 Häuser mit 1206 Einwohnern, davon alle Polen, 1202 römisch-katholische, 4 Juden.
Im Zweiten Weltkrieg gehörte es zum Generalgouvernement.
Von 1975 bis 1998 gehörte Dzikowiec zur Woiwodschaft Rzeszów.

## Gemeinde
Zur Landgemeinde (gmina wiejska) Dzikowiec gehören acht Dörfer mit einem Schulzenamt.